# Diatribe
De diatribe is een literair (sub)genre uit de Oudheid dat vanaf het begin van de 3e eeuw v.Chr. gebruikt werd om voor het grote publiek problemen van praktische ethiek te behandelen. De Oudgriekse wortel van het woord is διατριβή, wat letterlijk tijdverdrijf, manier om de tijd door te brengen betekent.

## Essentiële kenmerken
De diatribe behoort tot de protreptische (= vermanings-) literatuur en is ontstaan uit volkse, satirische redevoeringen van rondtrekkende filosofen tegen de zedeloosheid. Ze groeide uit tot een schriftelijk moraliserend sermoen, een los gecomponeerde, populaire voordracht in eenvoudige stijl, die op allerlei manieren verlevendigd werd door veelvuldig gebruik van volkse zegswijzen, spreekwoorden, woordspelingen, vergelijkingen, personificaties, antithesen, parallellismen, anekdoten en citaten uit literaire werken, en door het inlassen van gefingeerde tegenwerpingen en dialogen die een antwoord gaven op de bezwaren van de zogenaamde toehoorders. Tot de onderwerpen die bij voorkeur in de diatribe werden behandeld, behoorden: huwelijk en vriendschap, de gevaren van diverse ondeugden en slechte eigenschappen, de juiste houding tegenover armoede, ziekte en tegenspoed, et cetera. Als gevolg van de aard van de diatribe en doordat de term in de oudheid zelden gebruikt werd, zijn de grenzen van het genre niet scherp af te bakenen.

## Vertegenwoordigers in de Oudheid
Als schepper van de diatribe geldt traditioneel Bion van Borysthenes, maar bepaalde typische kenmerken komen al in de 4e eeuw v.Chr. voor. De voornaamste Griekse auteurs die zich bedienden van het genre (dat vooral in de kringen van cynische en stoïcijnse filosofen populair was), zijn: Teles, Menippus van Gadara, Musonius Rufus, Epictetus, Philo, Plutarchus, Dio Chrysostomus, Lucianus en Themistius. Bij de Romeinen is het genre het zuiverst vertegenwoordigd door Seneca, maar ook de satiren van Horatius, Persius en Juvenalis zijn er schatplichtig aan. De diatribe heeft ook op de geschriften van christelijke auteurs een zekere invloed uitgeoefend, in het bijzonder op werken met sterk ethische inslag. Behalve rechtstreeks  kwam deze invloed ook via het jodendom: een auteur als Philo bijvoorbeeld, gebruikte regelmatig de uitdrukkingsvormen van de diatribe. Elementen van de diatribe zijn ook in het Nieuwe Testament te vinden, bv. in de Jakobusbrief en in de brieven van Paulus. Kan men voor de eerste tijd nog aan onbewuste invloed denken, sedert de tijd van de Apologeten hebben wij met schrijvers te maken die het genre beheersten door hun retorenopleiding. Het meest geprononceerd vindt men de elementen van de diatribe terug in de homilie.

## Moderne tijd
In de moderne tijd wordt de term vooral gebruikt in de betekenis van een heftige aanval op een bepaald persoon of tegen een bepaalde ontwikkeling of ideologie. Men kan de diatribe dan omschrijven als een in uitermate scherpe bewoordingen gesteld schotschrift.